# Gnomonia-Blattbräune
Die Gnomonia-Blattbräune ist eine Pilzkrankheit der Vogel-Kirsche, die durch Gnomonia erythrostoma hervorgerufen wird.
Der Erreger überwintert auf hängengebliebenen, braunen Blättern. Während des Winters entwickeln sich auf der Blattunterseite Perithecien, in denen Ascosporen heranreifen. Ab Mitte März beginnt normalerweise der Sporenflug, der bis in den Juni hinein anhält. Ab sechs Stunden anhaltender Blattnässe sind Infektionen möglich. Ab Ende Juli kommt es zu den namensgebenden Blattverbräunungen.